# Mediacja
Mediacja (łac. mediatio od mediare 'być w środku, pośredniczyć’ od medius ‘środkowy; bezstronny’) – metoda rozwiązywania sporów, w której osoba trzecia pomaga stronom we wzajemnej komunikacji, określeniu interesów i kwestii do dyskusji oraz dojściu do wspólnie akceptowalnego konsensu. Proces ten ma charakter dobrowolny, poufny i nieformalny. Jeśli jego przebieg jest pomyślny, kończy się porozumieniem/ugodą osób będących w sporze.

## Pojęcie
Mediacje są dobrowolnym i poufnym procesem dochodzenia przez strony do rozwiązania sporu, prowadzonym w obecności osoby trzeciej cieszącej się ich zaufaniem – mediatora; mediatorem może być ktoś zupełnie stronom obcy, jak i osoba im bliska (np. brat, siostra, koleżanka). Mediacja ma na celu stworzenie stronom warunków umożliwiających osiągnięcie dobrowolnego porozumienia, a nie narzucenie im jakiegoś autorytatywnego rozwiązania, co różni ją od innej alternatywnej metody rozstrzygania sporów, jaką jest arbitraż. Mediator może natomiast opracować lub pomóc w opracowaniu projektu ugody, jaki będzie czynił zadość temu, co strony między sobą podczas postępowania mediacyjnego uzgodniły.
W przypadku sporu na tle prawnym celem mediacji jest jego zakończenie, zwłaszcza w postaci ugody zawartej przez strony w wyniku mediacji (ustalającej wysokość zadośćuczynienia, odszkodowania lub nakładającej na strony inne obowiązki i zobowiązania prawne).
Mediacje różnią się od rozstrzygnięć autorytatywnych (w tym sądowych) przede wszystkim tym, że ich celem nie jest ustalenie, kto ma rację, ale wypracowanie rozwiązania jakie zadowala obie strony sporu i na jakie w związku z tym mogą one przystać dobrowolnie.
Mediacja skupia się na poszukiwaniu rozwiązań, możliwych do zastosowania na przyszłość. Nie ma na celu dogłębnego analizowania przeszłości, przepracowywania emocji. Nie jest zatem formą terapii rodzinnej.

## Zastosowanie mediacji
Mediacje mogą być stosowane w szerokiej gamie konfliktów:
- rodzinnych, małżeńskich, pokoleniowych
- towarzyskich, koleżeńskich, rówieśniczych
- w sprawach spadkowych, majątkowych i cywilnych
- pracowniczych, w administracji i sporach urzędowych
- w sprawach gospodarczych
- w sprawach karnych, a także dotyczących nieletnich

### Ugody wypracowane w mediacji
Mediacje sądowe wspomagają sądownictwo w załatwianiu wielu spraw (karnych, cywilnych, gospodarczych, rodzinnych, w sprawach nieletnich). Ugody zawarte w sprawach karnych i nieletnich mogą być brane pod uwagę przez sądy przy orzekaniu, ale sędziowie nie są związani ich postanowieniami. W przypadku spraw cywilnych, gospodarczych i rodzinnych, by ugoda miała status ugody sądowej wymagane jest jej zatwierdzenie przez sąd, który może odmówić zatwierdzenia ugody tylko w wypadku gdy jest niezgodna z prawem lub zasadami współżycia społecznego – art 183 kpc. W razie braku zwrócenia się do sądu ugoda zawarta przed mediatorem ma status ugody cywilnoprawnej.

## Zasady
Każda mediacja, nieważne, czy rówieśnicza, rodzinna, szkolna, między firmami itp. powinna kierować się podobnymi zasadami.Podstawowe zasady (standardy) mediacji to:
1. Zasada dobrowolności i zakaz wywierania przez mediatora nacisku na strony
2. Zasada poufności (obowiązek zachowania w tajemnicy informacji pozyskanych w związku z przeprowadzoną mediacją)
3. Zasada bezstronności i zakazu pobierania przez mediatora dodatkowych korzyści wykraczających poza ustalone ze stronami wynagrodzenie
4. Zasada bezpieczeństwa (godności) stron i dbania o zachowanie ich równowagi
5. Zasada neutralności (zakazu wysuwania przez mediatora konkretnych propozycji rozwiązania sporu)
6. Zasada szybkości i efektywności postępowania
7. Zasada czuwania przez mediatora nad zgodnością z prawem porozumienia osiągniętego przez strony[4]

Oprócz powyższych zasad na mediatorze ciążą też pewne obowiązki informacyjne względem stron, a także – patrząc z punktu widzenia etyki – pewne ograniczenia względem jego działalności reklamowej.
Dodatkowo mediacja cechuje się:
1. Nieformalnością i prywatnością postępowania.
2. Budowaniem atmosfery szacunku stron do siebie, a także poczucia bezpieczeństwa
3. Satysfakcją rozstrzygnięć dla obydwóch (wszystkich) stron konfliktu (win-win/wygrany-wygrany).

W środowisku funkcjonują standardy opracowane przez Społeczną Radę ds. Alternatywnych Metod Rozwiązywania Konfliktów i Sporów przy Ministrze Sprawiedliwości oraz regulaminy ośrodków mediacyjnych ustalające normy etyczne, jakimi mają się kierować działający w ich ramach mediatorzy.

## Wady i zalety mediacji
Do zalet mediacji należą:
- zakończenie sporu w sposób, z którego obie strony mogą być w większym lub mniejszym stopniu zadowolone,
- względna taniość (wynagrodzenie dla mediatora i wynajem sali do przeprowadzenia mediacji obejmującej często nie więcej niż jedną lub kilka sesji trwających nie dłużej niż dwie godziny każda),
- relatywna szybkość, zwłaszcza w porównaniu z długością postępowania sądowego i arbitrażowego[5].

Do wad mediacji należy to, że:
- strony mogą być ze sobą do tego stopnia skłócone, iż nie będą się one chciały więcej widzieć, a tym bardziej usiąść do stołu, aby w spokoju ze sobą porozmawiać,
- strony mogą nie ufać mediatorowi, obawiając się z jego strony jakichś psychomanipulacji,
- mediacja – z racji iż nie ma żadnej gwarancji na to, że doprowadzi ona do zawarcia kończącej spór ugody – może się jawić jako niepotrzebny wydatek[5].

## Etapy mediacji
W literaturze poświęconej mediacjom można spotkać różnorodne, mniej lub bardziej rozbudowane, podziały etapów mediacji.

### 12 etapów mediacji wedługChristophera W. Moore’a
- nawiązanie kontaktu ze stronami
- wybór strategii mediacji
- zbieranie i analiza informacji
- sporządzenie szczegółowego planu mediacji
- budowanie zaufania i współpracy
- rozpoczęcie sesji mediacyjnej
- zdefiniowanie spraw i ustalenie planu
- odkrywanie ukrytych interesów
- generowanie opcji rozwiązań
- ocena możliwości rozwiązań
- przetarg końcowy
- osiągnięcie formalnego porozumienia

## Rodzaje mediacji
W Polsce powszechnie stosowana jest mediacja klasyczna (facylitatywna) – negocjacje stron, gdzie mediator jest pomocnikiem w dialogu stron. W środowisku gospodarczym przyjmują one formę mediacji wahadłowych.
W literaturze można spotkać także informacje o mediacjach ewaluatywnych (mediator sugeruje rozwiązania) – model ten jednak jest według teoretyków i praktyków (W.Ch. Moore, E.Gmurzyńska) zaprzeczeniem idei mediacji.

## Rola mediatora
Mediator nie ma władzy podejmowania decyzji merytorycznych. Jego celem jest pomoc zwaśnionym stronom w dobrowolnym osiągnięciu ich własnego, wzajemnie akceptowanego porozumienia w spornych kwestiach. Jest osobą moderującą wspólną dyskusję stron, dążących do wypracowania wspólnego porozumienia.
Od mediatora oczekuje się, że:
- będzie bezstronny w sensie, iż nie będzie sprzyjał (faworyzował) żadnej ze stron,
- pozostanie neutralny wobec przedmiotu sporu (osobiście nie będzie opowiadał się za żadnym wariantem jego rozstrzygnięcia),
- będzie dbał o bezpieczeństwo i poszanowanie godności każdej ze stron,
- będzie czuwał nad zachowaniem równowagi między stronami i nie dopuści do nieetycznych manipulacji na osobie, która jest łatwowierna, naiwna lub nierozgarnięta/nieroztropna,
- zachowa w tajemnicy informacje, o których poweźmie wiadomość w związku z prowadzoną mediacją,
- sporządzi taki projekt ugody, że po przystąpieniu do niego przez strony nie będzie się go dało później wzruszyć z powodu jego braku zgodności z prawem,
- nie będzie pobierał żadnego wynagrodzenia od którejkolwiek ze stron ponad wynagrodzenie, na jakie umówił się przed rozpoczęciem mediacji i o jakim wiedziały wszystkie strony uczestniczące w postępowaniu, mediacyjnym[8].

W 1996 roku Helsińska Fundacja Praw Człowieka wykształciła pierwszą grupę mediatorów na bazie metody Williama Lincolna, tj. Conflict Resolution & Research Institute, Washinton DC, która obecnie jest stosowana przez ponad 800 mediatorów pracujących w sprawach ze zlecenia sądu.

## Mediacja w prawie międzynarodowym
Przy dobrych usługach (ang. good offices) i pośrednictwie (mediacji) w postępowaniu dyplomatycznym mającym rozwiązać spór (prawo międzynarodowe) bierze udział jedno lub kilka państw trzecich. Przy dobrych usługach rola państwa trzeciego polega na ułatwieniu państwom będącym w sporze nawiązania rokowań bezpośrednich, w samych rokowaniach państwo to nie bierze jednak udziału. Przy pośrednictwie państwo trzecie bierze udział w rokowaniach i udziela stronom w sporze swych rad lub wskazówek, których celem jest osiągnięcie rozstrzygnięcia sporu.
Różnica między dobrymi usługami a pośrednictwem nie zawsze jest ostra. Państwo trzecie może najpierw doprowadzić do rozpoczęcia rokowań między stronami w sporze (będą to dobre usługi), a następnie wziąć w nich udział (wprowadzając elementy pośrednictwa).
Traktat paryski (1856) postanawiał, że w razie nowej groźby konfliktu strony, zanim użyją siły
zbrojnej, skorzystają z mediacji innych mocarstw.
Instytucję dobrych usług i pośrednictwa omawiają Konwencje haskie z 1899 i 1907 r. o pokojowym załatwianiu sporów międzynarodowych (dział II, art. 2 – 8). Państwa odwołują się do dobrych usług i pośrednictwa jednego lub więcej państw nie uczestniczących w sporze, z którymi strony sporu utrzymują przyjazne stosunki. Państwo nie uczestniczące w sporze może samo ofiarować dobre usługi i pośrednictwo. Konwencja uznaje, że proponować dobre usługi i pośrednictwo można nawet w przypadku konfliktu zbrojnego, choć nie pociąga to za sobą, chyba że inaczej się umówiono, wstrzymania, opóźnienia, lub przeszkody w mobilizacji i innych działaniach przygotowawczych do wojny ani przerwy w rozpoczętych działaniach wojennych (art. 7).
Zadaniem państwa pośredniczącego w sporze jest pogodzić przeciwne roszczenia i złagodzić niechęci, jakie mogłyby wyniknąć między państwami wiodącymi spór (art. 4). Czynności pośrednika kończą się z chwilą stwierdzenia przez niego lub przez strony uczestniczące w sporze, że zaproponowane środki pogodzenia się nie zostały przyjęte. Czynności te kończą się także wtedy, gdy państwo wykonujące dobre usługi i pośrednictwo przyczyniło się do rozwiązania sporu albo w przypadku, kiedy spór ustał z innej przyczyny (np. państwa same osiągnęły porozumienie), albo gdy państwa będące w sporze postanowiły skorzystać z innej metody jego załatwienia (np. z drogi sądowej).
Przykładem tego była rola, jaką w wojnie rosyjsko-japońskiej w latach 1904–1905 odegrał ówczesny Prezydent USA Teodor Roosevelt, doprowadzając do wszczęcia rokowań o pokój w Portsmouth.
Rolę państwa trzeciego może też odgrywać uprawniona organizacja międzyrządowa. Pakt Ligi Narodów w art. 11 głosił wszelka wojna lub groźba wojny, niezależnie od tego, czy dotyka bezpośrednio jednego z członków Ligi, czy też nie dotyka – interesuje całą Ligę i że Liga powinna przedsięwziąć wszelkie środki, mogące skutecznie zabezpieczyć pokój między narodami. Według art. 15 Jeżeli między członkami Ligi powstanie spór, który mógłby spowodować zerwanie stosunków, i jeżeli spór ten nie zostanie poddany postępowaniu arbitrażowemu lub sądowemu (...), to członkowie Ligi zgadzają się przedłożyć go Radzie.
Karta Narodów Zjednoczonych w art. 33 nakazuje by Strony w sporze, którego dalsze trwanie może zagrażać utrzymaniu międzynarodowego pokoju i bezpieczeństwa, będą przede wszystkim szukały rozwiązania w drodze rokowań, badań, pośrednictwa, pojednania, arbitrażu, rozstrzygnięcia sądowego, odwołania się do organizacji lub układów regionalnych albo w drodze innych środków pokojowych według własnego wyboru. 2. Rada Bezpieczeństwa wezwie strony do rozstrzygnięcia sporu takimi środkami, gdy uzna to za konieczne. Według art. 35 Każdy członek Organizacji Narodów Zjednoczonych może zwrócić uwagę Radzie Bezpieczeństwa lub Zgromadzenia Ogólnego na spór, w którym jest stroną, jeśli w zakresie tego sporu przyjmie uprzednio zobowiązania wynikające z postanowień niniejszej Karty o pokojowym załatwianiu sporów.